# 新聞超感應
《新聞超感應》（英語：Early Edition），又名《扭轉危機》。是美國哥倫比亞廣播公司製作的電視劇，由1996年9月28日首播，2000年5月27日播畢。這部電視劇以芝加哥為背景，講述一名男子每天神秘地收到一份本應第二天才發行的芝加哥太陽報，他依此為線索阻止每日即將發生的重大事故。這部劇由Ian Abrams、Patrick Q. Page和Vik Rubenfeld原創。故事主角是由Kyle Chandler飾演的Gary Hobson，加上很多現實芝加哥的場景。儘管觀眾多努力挽救這個節目，它還是在2000年5月宣佈被取消。這個節目隨後同月在企業聯合組織化的Fox Family Channel播放。

## 首集及集數

### 每集列表
《新聞超感應》在1996年9月28日在美國哥倫比亞廣播公司首播，一共90集並分成4季播影，並在2000年5月27日播畢。原來的播影時間為星期六晚8點(中部時間)，在"Dr. Quinn, Medicine Woman"和"Walker, Texas Ranger"中間。當"Dr. Quinn在1998年5月結束後，《新聞超感應》提早一個小時在7點播影。在2000年1月和2月，這部劇曾一度因為一部遊戲節目"Winning Lines"霸佔了播影時間而需要一度中斷播影。

### 首集及概要
這部電視劇關於一個在芝加哥生活，之前任職股票經紀，其後為McGinty's 酒吧的持有人，名叫Gary Hobson 的人的生活。他每天早上都會從一隻橙色斑貓裡收到一份來自明天的報紙(除了一些特發事情)，給了他一份能預知未來的能力。Gary會盡力去避免會在明天芝加哥太陽報裡報導的災難，而裡面報導的內容及大標題會隨著他的行為而改變。
第一季《新聞超感應》有23集，從1996年9月28日至1997年5月10日。節目隨著Gary與妻子離婚和工作上出現難題作為開始。有天他開始收到芝加哥太陽報送來的"早報"，他慢慢地感到自己要當個超級英雄，每天要盡力阻止即將發生的災難。在於他的情況，他接近著魔地奉獻自己去拯救別人，這是個障礙，因為他很難得才能有屬於他個人的時候。
隨著事情的發展，Gary發現有幾個人都知道他的報紙是更為「早到」。除了Gary，知道這個的秘密還有他的父母、他的朋友Chuck Fishman和Marissa Clark ，還有Erica 和她的兒子Henry Paget。除此以外，Gary還想將這事告訴他的律師和幾個警察。在一些原因下，Gary有時會在另一個時間醒來(例如1900早期)，以改變歷史。
在第四集第20集"Time"裡，簡單地解釋了Gary為什麼會收到那些報紙。當Gary還是很小的時候就救起了Lucius Snow  (在Gary之前提早收到芝加哥太陽報的人)。顯然地，自此之後，他就被委任了這個任務。

## 角色

### 主要角色
- 蓋瑞·霍布森（賀葛瑞）（Gary Hobson），Kyle Chandler飾演：一開始擔任股票經紀人，其後為McGinty's酒吧的持有者。
- 瑪麗莎·克拉克 （Marissa Clark），Shanésia Davis-Williams飾演：蓋瑞的好友，盲眼，在第三季中獲蓋瑞邀請成為McGinty's酒吧的合夥人，也是少數知道蓋瑞會收到「報紙」的人。蓋瑞曾送她一隻導盲犬。
- 恰克·費雪曼（Chuck Fishman），Fisher Stevens飾演（第一季至第二季）：蓋瑞的好友和股票經紀人同事，知道「報紙」的事，常因為想賺錢而給蓋瑞和其他人增加更多麻煩，後來去洛杉磯擔任電視製作人，第三季曾克串幾集演出。
- 貓（The Cat），Panther、Pella、與Carl飾演[2]：每天早上跟著芝加哥太陽報出現的貓，沒有名字，後來蓋瑞開始習慣性的餵養牠，好幾次提醒蓋瑞關於報紙的事。
- 艾莉卡（Erica Paget），Kristy Swanson飾演（第三季）：獨自扶養亨利的單親媽媽，曾前去McGinty's求職卻被蓋瑞拒絕，後來蓋瑞救了亨利一命才讓兩人和好，也讓她獲得McGinty's的經理一職。
- 亨利（Henry Paget），Myles Jeffrey飾演（第三季）：艾莉卡的兒子，和蓋瑞及派屈克的關係不錯，常常幫助（催促？）蓋瑞去救人，後來不小心知道「報紙」的事。第三季蓋瑞和艾莉卡感情開始發展後，也擔任兩人中穿針引線的角色。
- 派屈克·昆恩（Patrick Quinn），Billie Worley飾演（第三季至第四季）：McGinty's酒吧的酒保，有點古怪但是熱情洋溢，相信自己的老闆蓋瑞有「神秘第六感」可以預知災難，常常被派去代替蓋瑞拯救他人。特技是跳舞、吸引眾人注意力和說服他人。

### 其他角色
- 馬龍·克南（Detective Marion Zeke Crumb），Ron Dean飾演：芝加哥資深警探，後來退休，第三季時因為蓋瑞而從謀殺中存活。第四季時在芝加哥開設私家偵探事務所。
- 伯尼·霍布森（Bernie Hobson），William Devane飾演：蓋瑞的父親。
- 露意絲·霍布森（Lois Hobson），Tess Harper飾演：蓋瑞的母親。
- 湯妮·布嘉蒂（Detective Toni Brigatti），Constance Marie飾演：聯邦警官，在一次任務中負責保護身為重要證人的蓋瑞而登場。
- 迪亞茲（Miguel Diaz），Luis Antonio Ramos飾演：芝加哥太陽報最高明（自稱）、也最讓總編頭痛的攝影記者，注意到蓋瑞總是出現在災難現場而開始追查他。曾因為蓋瑞而搞砸工作被太陽報開除，卻又因蓋瑞幫忙獲得獨家報導而返回崗位。
- 保羅·阿姆斯壯（Detective Paul Armstrong），Michael Whaley飾演：布嘉蒂的同事，曾懷疑蓋瑞是種種犯罪事件嫌犯，後來認為他「有點特殊、和災難有關，但是個好人」。

### 配角
除了主角是由Kyle Chandler飾演Gary Hobson，這部戲還有兩個很重要的角色，分別是由Fisher Stevens飾演的Chuck Fishman 和Shanesia Davis-Williams飾演的Marissa Clark。

### 客串
《新聞超感應》也從電視，電影及其他娛樂事業請來很多著名的名星客串此劇，例如在劇中有個角色由Leslie Hope飾演叫做Meredith Carson，曾經在第一季的第4集和第9集出現過。曾經飾演電影《回到未來》的著名演員James Tolkan也曾在第一季第6集裡飾演一個籃球教練。其後，說唱歌手Coolio在第三季裡飾演一個被Hobson救起，避過一場暗殺的歌手。 第三季裡，CBS也曾利用裡面的其中一集宣傳其下一部由著名武打明星洪金寶主演的電視劇─ Martial Law 。

## 取消《新聞超感應》
2000年5月27日後(第三季播畢後)，CBS決定結束這部劇。儘管觀眾多努力挽救這個節目，以及一項USA Today的民意調查指出受訪者支持這部劇繼續播放，CBS仍然沒有把節目復活至第五季。《新聞超感應》的支持者仍然繼續以自己的方式去支持該劇，甚至2001年、2002年和2004年在芝加哥舉行第三級支持者眾會。

### 企業聯合組織：各地播影情況
Fox Family Channel是第一個利用企業聯合組織權利而獲得《新聞超感應》的播影權，在2000年以每集50萬美金播放。2000年9月，這部電視劇初次利用更寬的企業聯合組織，更常在ION Television播放。這部電視劇最後一次播出是在2007年1月。
在西班牙，這部劇最初在Canal+ 播放，最近在2007年8月至11月，從週一至週四在Calle 13 及Sony Entertainment Television (SET en VEO)播放。在波蘭，曾經在TVP以"It Happened Tomorrow"名義播放過幾次。另外，在愛沙尼亞，以"Tomorrow's News"在TV 3播影。
在臺灣，由好消息衛星電視台播出。

### DVD 發行
CBS Home Entertainment在2008年6月24日發行了《新聞超感應》第一季的DVD。由於觀眾把《新聞超感應》這部電視劇視為"十大受歡迎但未發行DVD的電視劇"(Top 10 most-wanted TV series that is not yet released on DVD)之一，所以電視台把這作為一個理由，用書面請求零售商購入這存貨。
| DVD 名稱 | 收錄集數 | 發行日期      |
| -------- | -------- | ------------- |
| 第一季   | 23       | 2008年6月24日 |

## 外部連結
- 互联网电影数据库（IMDb）上《Early Edition》的资料（英文）